# Olympische Jugend-Winterspiele 2016/Nordische Kombination
Bei den Olympischen Jugend-Winterspielen 2016 in Lillehammer fanden vom 16. bis zum 20. Februar 2016 zwei Wettbewerbe in der Nordischen Kombination statt. Das Programm wurde um einen disziplinenübergreifenden Teamwettbewerb aus Skisprung, Skilanglauf und Nordischer Kombination erweitert.

## Bilanz

### Medaillenspiegel
| Platz  | Land               | Gold | Silber | Bronze | Gesamt |
| ------ | ------------------ | ---- | ------ | ------ | ------ |
| 1      | Deutschland        | 1    | –      | 1      | 2      |
| 2      | Russland           | 1    | –      | –      | 1      |
| 3      | Vereinigte Staaten | –    | 1      | –      | 1      |
| 3      | Norwegen           | –    | 1      | –      | 1      |
| 5      | Tschechien         | –    | –      | 1      | 1      |
| Gesamt | Gesamt             | 2    | 2      | 2      | 6      |

### Medaillengewinner
| Disziplin                      | Gold                                                                             | Silber                                                                                         | Bronze                                                                           |
| ------------------------------ | -------------------------------------------------------------------------------- | ---------------------------------------------------------------------------------------------- | -------------------------------------------------------------------------------- |
| Männer                         |                                                                                  |                                                                                                |                                                                                  |
| Gundersen Normalschanze / 5 km | Tim Kopp                                                                         | Ben Loomis                                                                                     | Ondřej Pažout                                                                    |
| Mixed                          |                                                                                  |                                                                                                |                                                                                  |
| Mixed Team Nordic              | RusslandSofja Tichonowa Witali Iwanow Maxim Sergejew Maija Jakunina Igor Fedotow | NorwegenAnna Odine Strøm Einar Lurås Oftebro Marius Lindvik Martine Engebretsen Vebjørn Hegdal | DeutschlandAgnes Reisch Tim Kopp Jonathan Siegel Anna-Maria Dietze Philipp Unger |

## Männer

### Gundersen Normalschanze / 5 km Langlauf
| Platz | Land | Sportler       | Zeit        |
| ----- | ---- | -------------- | ----------- |
| 1     | GER  | Tim Kopp       | 13:31,4 min |
| 2     | USA  | Ben Loomis     | 13:36,6 min |
| 3     | CZE  | Ondřej Pažout  | 13:39,3 min |
| 4     | AUT  | Florian Dagn   | 14:15,8 min |
| 5     | SLO  | Vid Vrhovnik   | 14:22,2 min |
| 6     | POL  | Paweł Twardosz | 14:24,4 min |

Datum: 16. Februar

### Mixed Team Nordic
Fünf Athleten bildeten ein Team: Zwei Skispringer (Junge und Mädchen), zwei Langläufer (Junge und Mädchen) und ein nordischer Kombinierer.
| Platz | Land | Sportler                                                                               | Zeit         |
| ----- | ---- | -------------------------------------------------------------------------------------- | ------------ |
| 1     | RUS  | Sofja Tichonowa Witali Iwanow Maxim Sergejew Maija Jakunina Igor Fedotow               | 26:19,90 min |
| 2     | NOR  | Anna Odine Strøm Einar Lurås Oftebro Marius Lindvik Martine Engebretsen Vebjørn Hegdal | 26:38,00 min |
| 3     | GER  | Agnes Reisch Tim Kopp Jonathan Siegel Anna-Maria Dietze Philipp Unger                  | 26:38,40 min |
| 4     | SLO  | Ema Klinec Vid Vrhovnik Bor Pavlovčič Anja Mandeljc Luka Markun                        | 26:38,50 min |
| 5     | AUT  | Julia Huber Florian Dagn Clemens Leitner Anna Juppe Florian Schwentner                 | 27:11,80 min |
| 6     | FRA  | Romane Dieu Lilian Vaxelaire Jonathan Learoyd Juliette Ducordeau Jeremy Royer          | 27:48,10 min |

Datum: 18. Februar